# Variété
Variété – nowofalowa grupa muzyczna.

## Historia
Zespół zadebiutował na Festiwalu Muzyków Rockowych w Jarocinie w 1984, zdobywając wyróżnienie. Grupa zyskała miano prekursorów polskiego cold wave, łącząc muzykę z tekstami poety i wokalisty Grzegorza Kaźmierczaka. Grupa ponownie pojawiła się na festiwalu w Jarocinie w latach 1985 (nagroda główna – Złota Dziesiątka), 1986 (już jako gwiazda), 1990, 1991, 1992 (nagroda Burmistrza miasta) i 1994. W pierwszym składzie znaleźli się: wokalista, autor tekstów Grzegorz Kaźmierczak, a także Wojciech Woźniak (gitara basowa), Jacek Buhl (perkusja), Radosław Urbański (gitara) i Sławomir Abramowicz (saksofon)
W 1985 roku Variété w studiu TONPRESSU zarejestrowało dwie piosenki „I znowu ktoś przestawił kamienie” i „Te dni”. W 1986 roku nagrało pierwszą płytę długogrającą o roboczym tytule Bydgoszcz. W przeddzień podpisania umowy z Klubem Płytowym „Razem” nieznani sprawcy ukradli z samochodu taśmę–matkę, która nie została odnaleziona do dziś. Po Polsce krążyły jedynie słabej jakości kopie. Jedna z nich została opublikowana w 1992 roku przez Akademickie Radio Pomorze. Album ukazał się oficjalnie na płycie kompaktowej dopiero w 2002 roku nakładem Furia Musica pod tytułem Bydgoszcz 1986.
Koncert z Jarocina '86 został utrwalony przez ekipę filmową brytyjskiej telewizji BBC kręcącą wówczas dokument Moja krew, twoja krew. Ze względu na złe oświetlenie sceny nie trafił on ostatecznie do filmu.
W 1988 Kaźmierczak wraz z Woźniakiem, jako duet WINA zdobyli wyróżnienie na Przeglądzie Piosenki Autorskiej w warszawskich „Hybrydach”, nagrodą była między innymi kwalifikacja na festiwal Piosenki Studenckiej w Krakowie – zespół nie skorzystał jednak z tej okazji, uznając, że ten festiwal nie jest dla nich odpowiedni.
W roku 1989 do zespołu dołączył gitarzysta Marek Maciejewski, który gra w zespole do dziś. Jacek Buhl zastąpiony został w 1989 roku przez znanego z Abaddonu Tomasza „Perełkę” Dorna. W tym składzie nagrana została płyta zatytułowana po prostu Variété (Kophaus, 1993) niosąca za sobą częściową zmianę stylistyki – pojawiające się elementy jazzu, głównie za sprawą gry legendarnego, nieżyjącego już, trębacza Andrzeja Przybielskiego, zaproszonego na tę sesję.
W roku 1995 ukazał się koncertowy album Koncert Teatr STU a rok później Wieczór przy balustradzie (MusicCorner, 1996). W 2001 zespół rozpoczął próby z nowym perkusistą Jarkiem Hejmannem (znanym z zespołu Dubska). W 2005 została wydana płyta Nowy materiał (EMI Music Poland, 2005). W 2006 roku odszedł jeden ze współzałożycieli grupy – Wojtek Woźniak. Na jego miejsce pojawił się Tomasz Krzemiński (Neuma).
Jesienią 2006 roku zespół wyjechał do Nowego Jorku. Podczas ich półrocznego pobytu w USA powstała płyta Zapach wyjścia, nagrana z amerykańskimi muzykami Luigim Franceschinim (perkusja) i Donaldem Dixonem (gitara basowa). Album w kwietniu 2008 wydała niezależna warszawska wytwórnia Kuka Records.
Od roku 2011 Variété rozpoczęło próby w trzyosobowym składzie – do Kaźmierczaka i Maciejewskiego dołączył perkusista Marcin Karnowski (znany z grup 3moonboys i George Dorn Screams). W tym składzie zespół nagrał płytę Piosenki kolonistów (247Records, 2013). Po jaj wydaniu do grupy dołączyli klawiszowiec Bartek Gasiul i basista Grzegorz Korybalski.
W 2015 roku powstał spektakl muzyczno-taneczny, w reżyserii choreografa i reżysera Jacka Gębury: Bal, czyli wieczór zapoznawczy, gra zespół Variété, który miał premierę na Przeglądzie Piosenki Aktorskiej we Wrocławiu. W tym samym roku ukazuje się płyta PPA Wrocław 2015 (247Records, 2015), która jest rejestracją tego wydarzenia. Spektakl jest grany z powodzeniem do dziś m.in. na wielu festiwalach teatralnych. W roku 2017 ukazał się kolejny album studyjny Nie wiem (Agora).
Mimo iż Variété uznawane jest za czołowego przedstawiciela cold wave, Grzegorz Kaźmierczak we współczesnych wypowiedziach podkreśla konieczność odejścia od tego nurtu jako warunek rozwoju. Jest on także autorem czterech tomików wierszy: Głód i przesyt, Record – Play, Bydgoszcz – Nowy Jork i zbioru wierszy wybranych, pod redakcją Rafała Skoniecznego pt. Centra.
W roku 2022 płyta „Dziki książę” (Mystic Production) została nominowana do nagrody Fryderyk w kategorii Album Roku Piosenka Literacka i Poetycka.

## Dyskografia

### Albumy
- Bydgoszcz – MC (Akademickie Radio „Pomorze” 1992); CD (Furia Musica 2002 – reedycja jako Bydgoszcz 1986)
- Variété – CD (Kophaus 1993), MC (Music Corner 1996 – reedycja)
- Koncert Teatr STU – CD (Music Corner 1995)
- Wieczór przy balustradzie – CD (Music Corner 1996)
- Nowy materiał – CD (EMI Music Poland 2005)
- Zapach wyjścia – CD (Kuka Records 2008)
- Piosenki kolonistów – CD (247 Records 2013)
- PPA Wrocław 2015 – CD (247 Records 2015)
- Nie wiem – CD (Agora 2017)
- Dziki książę – CD (Mystic Production 2021)

### Single
- „I znowu ktoś przestawił kamienie” – SP (Tonpress 1985)

### Bootlegi
- Nothing – MC (1984)

### Kompilacje
- Polish New Wave – CD (Mathaus Records 1997) – utwory: „I znowu ktoś przestawił kamienie” i „Te dni”